# Kalgoorlieïta
La kalgoorlieïta és un mineral de la classe dels elements natius. Va ser aprovada com a espècie vàlida per l'Associació Mineralògica Internacional l'any 2015.

## Característiques
La kalgoorlieïta és un mineral de fórmula química As₂Te₃. Cristal·litza en el sistema monoclínic. És químicament similar a l'orpiment i la laphamita, els quals, tot i ser els anàlegs minerals amb sofre i seleni i sofre, respectivament, i també cristal·litzar en el sistema monoclínic, no són isoestructurals amb la kalgoorlieïta.
Existeix un anàleg sintètic de la kalgoorlieïta que té aplicacions termoelèctriques. La kalgoorlieïta és el quart mineral conegut que conté arsènic i tel·luri, però no conté oxigen després de la benleonardita, la debattistiïta i la törnroosita.

## Formació i jaciments
Va ser descoberta a les mines Golden Mile, a la comarca Kalgoorlie-Boulder (Austràlia Occidental, Austràlia). Es tracta de l'únic indret on ha estat trobada aquesta espècie mineral.